# Distretto di Dan Sai
Il distretto di Dan Sai (in thailandese: ด่านซ้าย) è un distretto (amphoe) della Thailandia, situato nella provincia di Loei.